# Rika Muranaka
Rika Muranaka (...) è una compositrice e arrangiatrice giapponese.
Ha composto e arrangiato numerosi brani per la serie più famosa della Konami, Metal Gear. Alcuni dei suoi lavori più celebri sono The Best Is Yet To Come (Metal Gear Solid), Can't Say Goodbye to Yesterday (Metal Gear Solid 2),  e Don't Be Afraid (Metal Gear Solid 3). Ha anche composto e cantato la canzone I am the Wind per Castlevania: Symphony of the Night e la canzone Esperándote per l'originale Silent Hill.